# استودیو (مجله)
استودیو (به انگلیسی: The Studio) یا (استودیو: مجلۀ مصور هنرهای زیبا و کاربردی) (به انگلیسی: The Studio: An Illustrated Magazine of Fine and Applied Art) یک مجلۀ مصور هنرهای زیبا و هنرهای تزئینی بود که از سال ۱۸۹۳ تا ۱۹۶۴ میلادی در لندن منتشر می‌شد. بنیانگذار و اولین سردبیر چارلز هولم بود. این مجله تأثیر عمده‌ای بر توسعۀ جنبش‌های آر نُوو و هنر و صنایع دستی داشت.:۱۵ در سال ۱۹۶۴ میلادی جذب مجلهٔ استودیو اینترنشنال شد.

## تاریخچه
استودیو توسط چارلز هولم در سال ۱۸۹۳ میلادی تأسیس شد.:۱۴۵ هولم در تجارت پشم و ابریشم فعالیت می‌کرد، سفرهای زیادی به اروپا کرده بود و به همراه لیزنبی لیبرتی و همسرش اِما از ژاپن و ایالات متحدۀ آمریکا دیدن کرده بود.:۱۴۵ او در طول سفرهایش شکل گرفته بود::۵ :۶
... ایدۀ مجله هنری حول مشاهدات مکرر او مبنی بر اینکه مانع اصلی بین کشورها زبان است متبلور شد، و اعتقاد او به این که هر چه فرهنگ یک بخش از جهان را بتوان «بصری» به توجه بخش دیگر جلب کرد، شانس تفاهم بین‌المللی و صلح بیشتر است.
او از تجارت بازنشسته شد تا استودیو را راه‌اندازی کند.:۱۴۵
او امیدوار بود که لوئیس هایند را به عنوان سردبیر این کار جدید جذب کند، اما هایند به جای آن به پال مال بادجتِ ویلیام والدورف استور رفت. او جوزف گلیسون وایت را به عنوان جایگزین پیشنهاد کرد. گلیسون وایت استودیو را از اولین شماره در آوریل ۱۸۹۳ میلادی ویرایش کرد. در سال ۱۸۹۵ میلادی، هولم خودش به عنوان ویراستار کار کرد، اگرچه گلیسون وایت به همکاری ادامه داد. هولم به دلایل سلامتی در سال ۱۹۱۹ میلادی به عنوان سردبیر بازنشسته شد و پسرش چارلز هولم که قبلاً سردبیر شماره‌های ویژه و سال‌نامه‌های مجله بود جانشین او شد.

## مجله
مجله ماه‌نامه بود؛ ۸۵۳ شماره بین آوریل ۱۸۹۳ تا مه ۱۹۶۴ میلادی منتشر شد.
این استودیو آثار هنرمندان، طراحان و معماران «هنر جدید» را تبلیغ می‌کرد. این نقش عمده‌ای در معرفی آثار چارلز رنی مکینتاش و چارلز وویزی به مخاطبان گسترده‌ای داشت و به ویژه در اروپا تأثیرگذار بود.:۹
مطابق با مفهوم اصلی هولم، این مجله از نظر وسعت بین‌المللی بود. یک نسخۀ فرانسوی در پاریس منتشر شد که تفاوت آن با انگلیسی فقط در این بود که ستون فقرات و قسمت‌هایی از جلد به زبان فرانسوی چاپ شده بود و یک الحاقیه متشکل از ترجمۀ فرانسوی متن مقاله و چند آگهی فرانسوی بود.
عنوان نسخۀ آمریکایی استودیو بین‌المللی بود. این دفتر تحریریۀ خاص خود را داشت و محتوای آن با نسخۀ انگلیسی متفاوت بود، اگرچه مقالات زیادی از آن تجدید چاپ شد. این کتاب توسط جان لین و شرکت از مه ۱۸۹۷ تا ۱۹۲۱ میلادی در نیویورک منتشر شد و از سال ۱۹۲۲ تا پایان انتشار در ۱۹۳۱ میلادی توسط شرکت استودیو بین‌المللی، منتشر شد.
در سال ۱۸۹۴ میلادی و سپس از ۱۸۹۶ میلادی به بعد، شماره‌های ویژه مجله نیز معمولاً سه بار در سال منتشر می‌شد. این‌ها عناوین مختلفی داشتند. ۱۱۷ مورد از آن‌ها بین سالهای ۱۸۹۴ و ۱۹۴۰ میلادی منتشر شد.
از سال ۱۹۰۶ میلادی به بعد، استودیو سال‌نامه‌ای به نام کتاب-سال استودیو هنر تزئینی منتشر کرد که به معماری، طراحی داخلی و طراحی مبلمان، نورپردازی، ظروف شیشه‌ای، منسوجات، فلزکاری و سرامیک می‌پردازد. این سالانه‌ها مدرنیسم را در دهۀ ۱۹۲۰ میلادی و بعداً جنبش «طراحی خوب» را ترویج کردند.:۹

آخرین نسخه در مه ۱۹۶۴ میلادی منتشر شد و پس از آن جذب استودیو بین‌المللی شد.

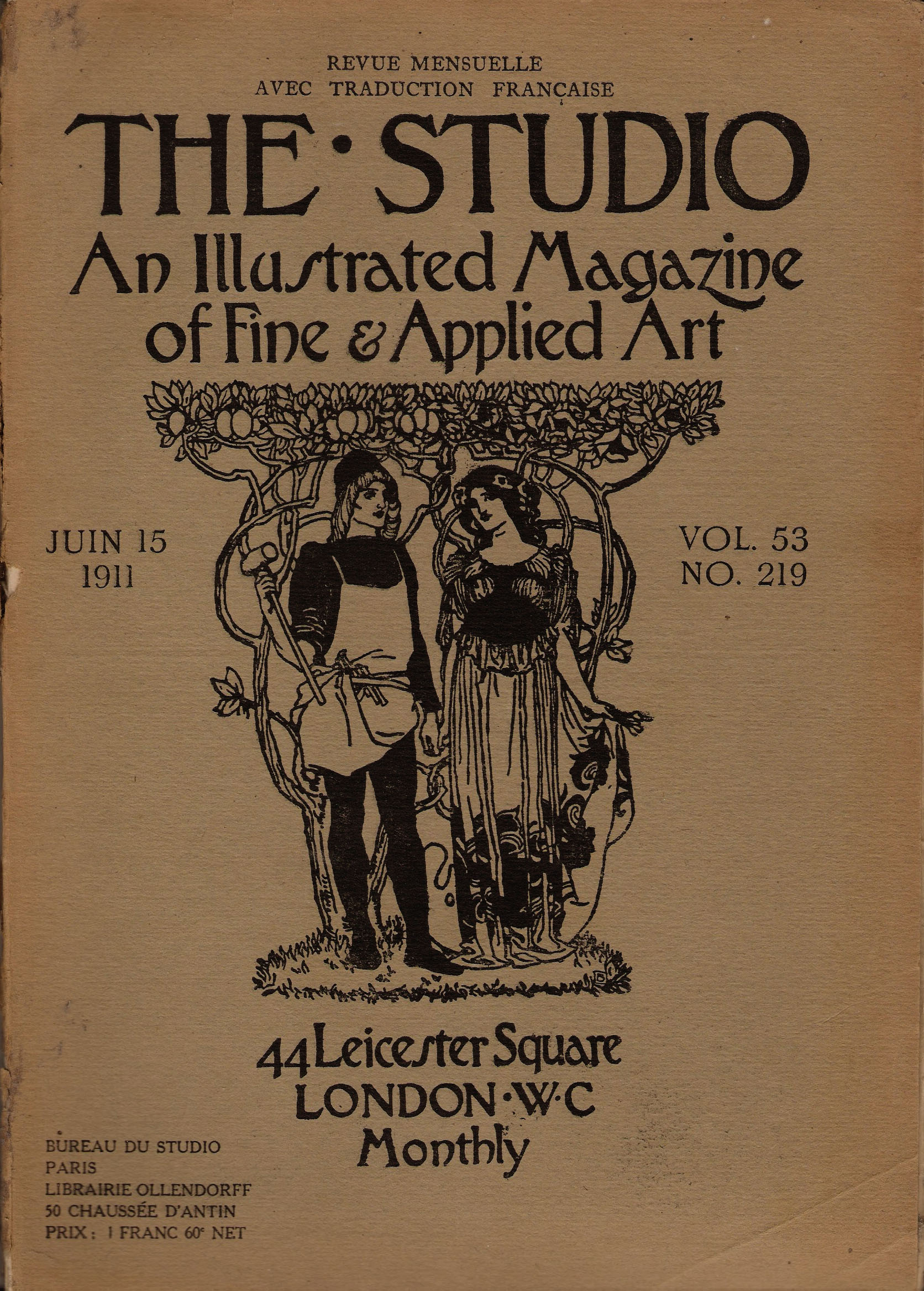
روی جلد نسخهٔ پاریس «استودیو»، جلد: ۵۳، شمارهٔ: ۲۱۹، ژوئن ۱۹۱۱ میلادی
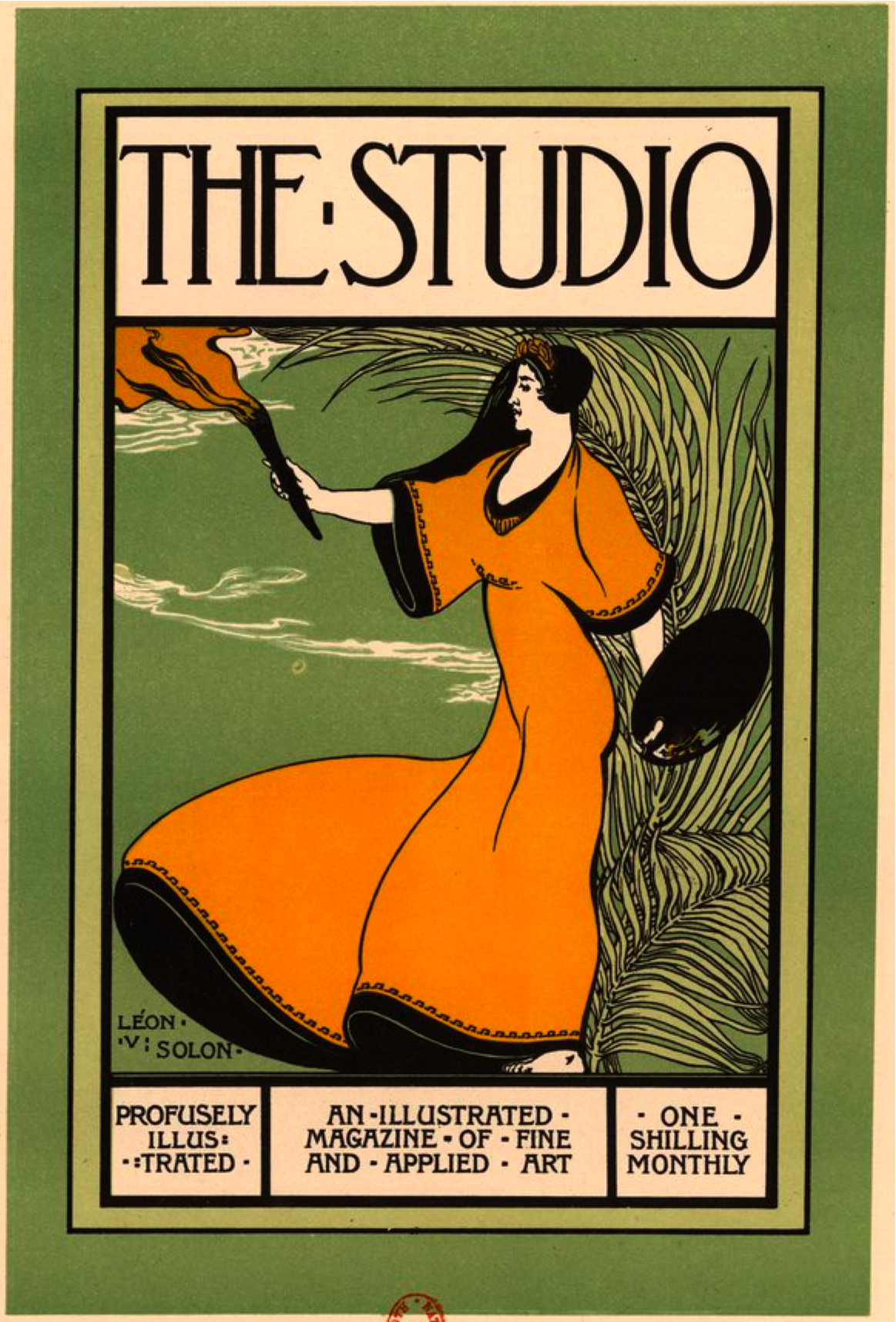
پوستری توسط: لئون-ویکتور سولون، در تبلیغات «استودیو»
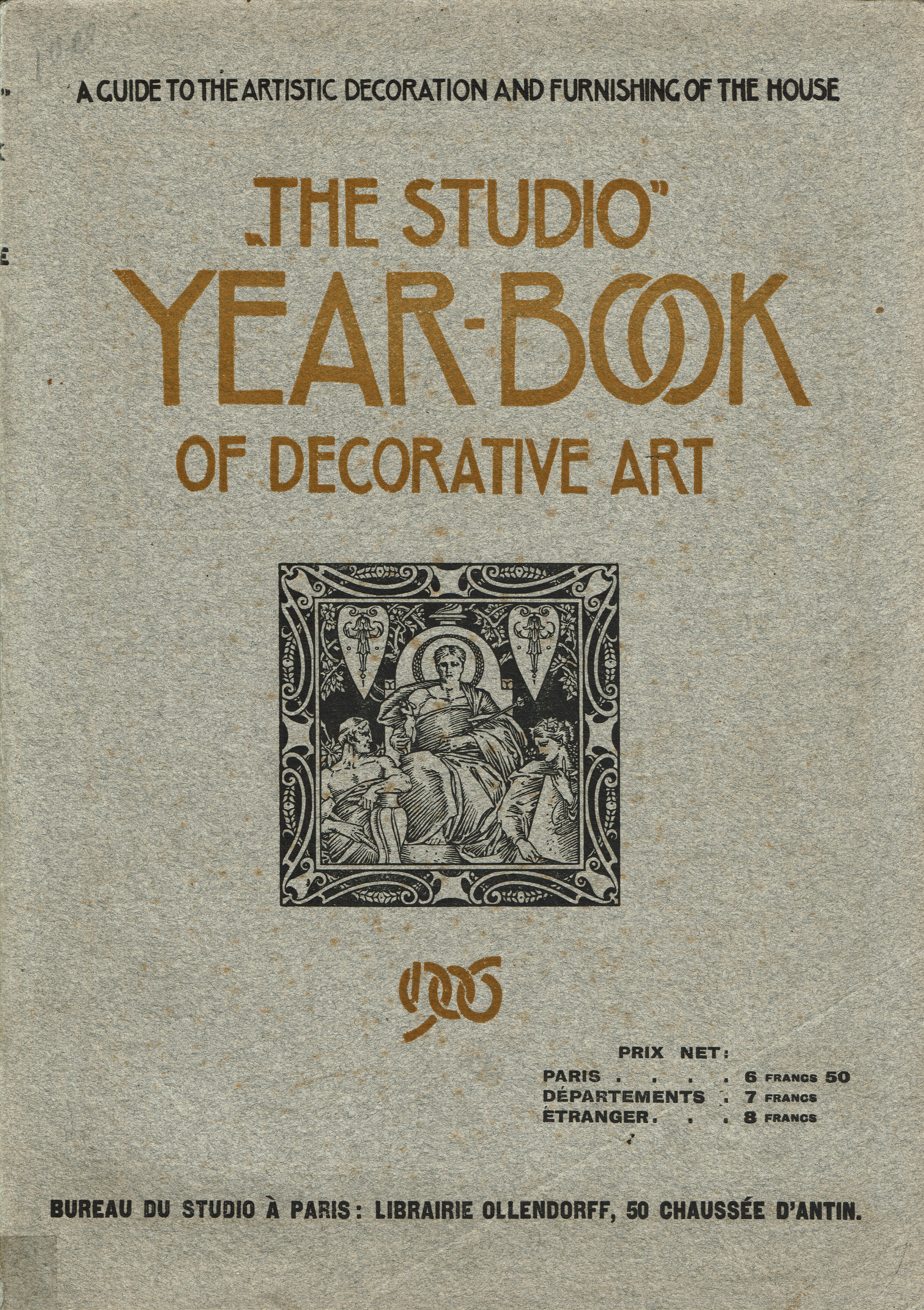
روی جلد اولین کتاب-سال، ۱۹۰۶ میلادی